# Косівська волость (Олександрійський повіт)
Косівська волость — адміністративно-територіальна одиниця Олександрійського повіту Херсонської губернії.
Станом на 1886 рік складалася з 2 поселень, 2 сільських громад. Населення — 3956 осіб (1951 чоловічої статі та 2005 — жіночої), 718 дворових господарств.
|                     | Площа, десятин | У тому числі орної, дес. |
| ------------------- | -------------- | ------------------------ |
| Сільських громад    | 8304           | 6757                     |
| Приватної власності | 7              | —                        |
| Казенної власності  | 1266           | 550                      |
| Іншої власності     | 116            | 60                       |
| Загалом             | 9693           | 7367                     |

Поселення волості:
- Косівка — село при річці Березівка за 18 верст від повітового міста, 2516 осіб, 440 дворів, православна церква. За 9 верст — залізнична станція, буфет.
- Протопопівка — село при річці Березівка, 1440 осіб, 278 дворів, православна церква, школа.
- Лазаропіль